# 第56届格莱美奖
第56届格莱美奖于2014年1月26日在美国洛杉矶斯台普斯中心举办。颁奖典礼由哥倫比亞廣播公司现场直播。本届颁奖典礼为避免与二月举办的俄罗斯索契冬季奥林匹克运动会的收视竞争而将时间改至一月。本届格莱美奖提名资格有效期为2012年10月1日到2013年9月30日。最终提名于2013年12月6日在哥倫比亞廣播公司现场直播的提名演唱会上公布。Jay Z获得9项提名，是本届格莱美奖提名最多的艺人。贾斯汀·汀布莱克、肯德里克·拉马尔、麦可莫与莱恩·路易斯，以及法瑞尔·威廉姆斯各获得7项提名紧随其后。其中法瑞尔·威廉姆斯同时获得年度专辑和年度制作两大通类奖项提名。录音师鲍勃·路德维希获得5项提名，成为获得提名最多的非表演艺术家。麦可莫与莱恩·路易斯以及法瑞尔·威廉姆斯和傻朋克各获得4项大奖，成为当晚获奖最多的艺人。在麦可莫与莱恩·路易斯表演歌曲《Same Love》时，颁奖典礼现场迎来33对不同肤色、不同性取向的新人，这33对新人在拉蒂法女皇的现场主持下举行婚礼，成为本届颁奖典礼上最引人注目的时刻之一。
MusiCares年度人物于格莱美颁奖前两天的1月24日颁发给卡洛尔·金，这项奖项作为“格莱美周”的一部分，与格莱美奖同样由美国国立录音艺术科学学院颁发。
2013年6月4日，录音学院批准了由奖项提名委员会提出的下列奖项变化：在美国民间音乐领域增设“最佳美国民间音乐歌曲”奖项，颁发给优秀的美国民间音乐词曲作者，涵盖美国民间音乐的各种风格，包括美洲音乐、蓝草音乐、蓝调、民俗音乐以及地区性民间音乐；“最佳硬摇滚/金属乐表演”更名为“最佳金属乐表演”，作为一个独立的金属乐奖项颁发，而硬摇滚部分则合并入“最佳摇滚表演”奖项颁发；音乐录影带领域奖项扩大为音乐录影带/音乐电影领域，其下属两个奖项“最佳短篇音乐录影带”和“最佳长篇音乐录影带”将分别更名为“最佳音乐录影带”和“最佳音乐电影”。本届格莱美奖的奖项总数也因此变为82项。

## 表演嘉宾
| 表演嘉宾                                                                          | 表演歌曲 |
| --------------------------------------------------------------------------------- | --- |
| 碧昂丝 Jay Z                                                                      | 《Drunk in Love》 |
| 洛德                                                                              | 《Royals》 |
| 亨特·海耶斯                                                                       | 《Invisible》 |
| 凯蒂·派瑞 Juicy J                                                                 | 《Dark Horse》 |
| 罗宾·西克 芝加哥乐队                                                              | 《Saturday in the Park》 《Blurred Lines》                                                                                    |
| 凯斯·艾尔本 小加里·克拉克                                                         | 《Cop Car》 |
| 约翰传奇                                                                          | 《All of Me》 |
| 泰勒·斯威夫特                                                                     | 《All Too Well》 |
| Pink 奈特·瑞斯                                                                    | 《Try》 《给我一个理由》 |
| 林格·斯塔                                                                         | 《Photograph》 |
| 肯德里克·拉马尔 Imagine Dragons                                                   | 《Radioactive》 《m.A.A.d city》                                                                                              |
| 凯茜·马斯格雷夫斯                                                                 | 《Follow Your Arrow》 |
| 林格·斯塔 保罗·麦卡特尼                                                           | 《Queenie Eye》 |
| 梅尔·哈格德 克里斯·克里斯托佛森 威利·尼尔森 布雷克·谢尔顿                         | 《Okie from Muskogee》 |
| 傻朋克 尼爾·羅傑斯 史提夫·汪达 法瑞尔·威廉姆斯                                    | 《幸运儿》 《Le Freak》 《Harder, Better, Faster, Stronger》 《Another Star》 《Lose Yourself to Dance》 《Around the World》 |
| 莎拉·芭瑞黎丝 卡洛尔·金                                                           | 《Beautiful》 《Brave》 |
| 金属乐队 郎朗                                                                     | 《One》 |
| 麦可莫 莱恩·路易斯 玛丽·兰伯特 麦当娜 拉蒂法女皇 Trombone Shorty & Orleans Avenue | 《Same Love》 《Open Your Heart》                                                                                             |
| 比利·乔·阿姆斯特朗 米兰达·兰伯特                                                  | 《When Will I Be Loved》 |
| 九寸钉乐团 石器時代女王 戴夫·格罗尔 林賽·白金漢                                   | 《Copy of A》 《My God Is the Sun》                                                                                           |

## 奖项及提名
以下列出提名及获奖名单，粗体显示者为获奖者：

### 一般类
年度制作
- 《Get Lucky》 – 傻朋克 feat. 法瑞尔·威廉姆斯 & 尼爾·羅傑斯
  - 制作人：湯瑪斯·本高特 & 盖-马努尔·德霍曼-克里斯托；录音师/混音师：Peter Franco, Mick Guzauski, Florian Lagatta & Daniel Lerner；母带工程师：Bob Ludwig
- 《Radioactive》 – 謎幻樂團
  - 制作人：Alex Da Kid；录音师/混音师：Manny Marroquin & Josh Mosser；母带工程师：Joe LaPorta
- 《Royals》 – 蘿兒
  - 制作人：Joel Little；录音师/混音师：Joel Little；母带工程师：Stuart Hawkes
- 《Locked Out of Heaven》 – 布鲁诺·马尔斯
  - 制作人：Jeff Bhasker, Emile Haynie, Mark Ronson & The Smeezingtons；录音师/混音师：Alalal, Josh Blair, Wayne Gordon, Ari Levine, Manny Marroquin & Mark Ronson；母带工程师：David Kutch
- 《Blurred Lines》 – 罗宾·西克 feat. T.I.与法瑞尔·威廉姆斯
  - 制作人：法瑞尔；录音师/混音师：Andrew Coleman & Tony Maserati；母带工程师：Chris Gehringer

年度专辑
- 《Random Access Memories》 – 傻朋克
  -  合作艺人：朱利安·卡萨布兰卡斯, DJ Falcon, 托德·愛德華茲, Chilly Gonzales, 乔吉奥·莫罗德尔, Panda Bear, 尼爾·羅傑斯, Paul Williams & 法瑞尔·威廉姆斯；制作人：湯瑪斯·本高特, 朱利安·卡萨布兰卡斯, 盖-马努尔·德霍曼-克里斯托, DJ Falcon & 托德·愛德華茲；录音师/混音师：Peter Franco, Mick Guzauski, Florian Lagatta, Guillaume Le Braz & Daniel Lerner；母带工程师：Bob Ludwig
- 《The Blessed Unrest》 – 莎拉·芭瑞黎絲
  - 制作人：莎拉·芭瑞黎絲, Mark Endert & John O'Mahony；录音师/混音师：Jeremy Darby, Mark Endert & John O'Mahony；母带工程师：Greg Calbi
- 《Good Kid, M.A.A.D City》 – 肯德里克·拉马尔
  - 合作艺人：玛丽·布莱姬, 德瑞医生, 德雷克, Jay Rock, Jay Z, MC Eiht & Anna Wise；制作人：DJ Dahi, Hit-Boy, Skhye Hutch, Just Blaze, Like, Terrace Martin, Dawaun Parker, 法瑞尔, Rahki, Scoop DeVille, Sounwave, Jack Splash, Tabu, Tha Bizness & T-Minus；录音师/混音师：Derek Ali, Dee Brown, Dr. Dre, James Hunt, Mauricio 'Veto"" Iragorri, Mike Larson, Jared Scott, Jack Splash & Andrew Wright；母带工程师：Mike Bozzi & Brian "Big Bass" Gardner
- 《The Heist》 – 麦可莫与莱恩·路易斯
  - 合作艺人：Ab-Soul, Ben Bridwell, Ray Dalton, Eighty4 Fly, Hollis, Mary Lambert, Baffalo Madonna, Evan Roman, Schoolboy Q, Allen Stone, The Teaching & Wanz；制作人：莱恩·路易斯；录音师/混音师：Ben Haggerty, 莱恩·路易斯, Amos Miller, Reed Ruddy & Pete Stewart；母带工程师：Brian Gardner
- 《Red》 – 泰勒絲
  - 合作艺人：Gary Lightbody & 紅髮艾德；制作人：泰勒絲, Jeff Bhasker, Nathan Chapman, Dann Huff, Jacknife Lee, Max Martin, Shellback, Butch Walker & Dan Wilson；录音师/混音师：Joe Baldridge, Sam Bell, Matt Bishop, Chad Carlson, Nathan Chapman, Serban Ghenea, John Hanes, Sam Holland, Michael Ilbert, Taylor Johnson, Jacknife Lee, Steve Marcantonio, Manny Marroquin, Justin Niebank, John Rausch, Eric Robinson, Pawel Sek, Jake Sinclair, Mark "Spike" Stent & Andy Thompson；母带工程师：Tom Coyne & Hank Williams

年度歌曲
- 《Royals》
  - 词曲作者：Ella Yelich O'Connor, Joel Little （蘿兒演唱）
- 《给我一个理由》
  - 词曲作者：Pink, Jeff Bhasker & 奈特·瑞斯 （Pink feat. 奈特·瑞斯演唱）
- 《Locked Out of Heaven》
  - 词曲作者：布鲁诺·马尔斯, Philip Lawrence, Ari Levine （布鲁诺·马尔斯演唱）
- 《听我吼》
  - 词曲作者：凯蒂·派瑞, Lukasz Gottwald, Max Martin, Bonnie McKee & Henry Walter （凯蒂·派瑞演唱）
- 《Same Love》
  - 词曲作者：Ben Haggerty, 莱恩·路易斯, 玛丽·兰伯特（英语：Mary Lambert (singer)） & Curtis Mayfield （麦可莫与莱恩·路易斯 feat. 玛丽·兰伯特（英语：Mary Lambert）演唱）

最佳新人
- 麦可莫与莱恩·路易斯
- 詹姆斯·布雷克（英语：James Blake (musician)）
- 肯德里克·拉马尔
- 凯茜·马斯格雷夫斯
- 红发艾德

### 流行类
最佳流行歌手
- 《Royals》 – 蘿兒
- 《Brave》 – 莎拉·芭瑞黎絲
- 《When I Was Your Man》 – 布鲁诺·马尔斯
- 《Roar》 – 凯蒂·派瑞
- 《Mirrors》 – 贾斯汀·汀布莱克

最佳流行组合/团体
- 《Get Lucky》 – 傻朋克 feat. 法瑞尔·威廉姆斯 & 尼爾·羅傑斯
- 《给我一个理由》 – Pink feat. 奈特·瑞斯
- 《Stay》 – 蕾哈娜 feat. 米奇·艾可（英语：Mikky Ekko）
- 《Blurred Lines》 – 罗宾·西克 feat. T.I.与法瑞尔·威廉姆斯
- 《Suit & Tie》 – 贾斯汀·汀布莱克 feat. Jay Z

最佳流行演奏专辑
- 《Steppin' Out》 – 赫伯·阿尔珀特（英语：Herb Alpert）
- 《The Beat》 – 邦尼·詹姆斯（英语：Boney James）
- 《HandPicked》 – 厄爾·克魯夫（英语：Earl Klugh）
- 《Summer Horns》 – 戴夫·考兹, 杰拉德·艾布莱特（英语：Gerald Albright）, 明蒂·阿贝尔（英语：Mindi Abair） & 理查·艾略特
- 《Hacienda》 – 杰夫·罗伯融合乐团（英语：Jeff Lorber）

最佳流行演唱专辑
- 《火星点唱机》 – 布鲁诺·马尔斯
- 《Paradise》 – 拉娜·德雷
- 《Pure Heroine》 – 蘿兒
- 《Blurred Lines》 – 罗宾·西克
- 《The 20/20 Experience – The Complete Experience》 – 贾斯汀·汀布莱克

### 电子／舞曲类
最佳舞曲唱片
- 《Clarity》 – Zedd feat. Foxes
  - 制作人：Zedd；混音师：Zedd
- 《Need U (100%)》 – 杜克·杜蒙（英语：Duke Dumont） feat. A*M*E（英语：A*M*E） & MNEK（英语：MNEK）
  - 制作人：Adam Dyment & Tommy Forrest；混音师：Adam Dyment & Tommy Forrest
- 《Sweet Nothing》 – 卡尔文·哈里斯 feat. 弗洛伦斯·韦尔奇
  - 制作人：卡尔文·哈里斯；混音师：卡尔文·哈里斯
- 《Atmosphere》 – 卡斯科（英语：Kaskade）
  - 制作人：Finn Bjarnson & Ryan Raddon；混音师：Ryan Raddon
- 《This Is What It Feels Like》 – 阿明·范·比伦 feat. 特雷弗·格思里（英语：Trevor Guthrie）
  - 制作人：阿明·范·比伦 & Benno De Goeij；混音师：阿明·范·比伦 & Benno De Goeij

最佳电子／舞曲专辑
- 《超时空记忆》 – 傻朋克
- 《Settle》 – Disclosure
- 《18 Months》 – 卡尔文·哈里斯
- 《Atmosphere》 – 卡斯科（英语：Kaskade）
- 《A Color Map of the Sun》 – Pretty Lights（英语：Pretty Lights）

### 传统流行类
最佳传统流行演唱专辑
- 《To Be Loved》 – 麥可·布雷
- 《Viva Duets》 – 托尼·本內特与群星
- 《The Standards》 – 格洛丽亚·埃斯特凡
- 《Cee Lo's Magic Moment》 – 希洛·格林
- 《Now》 – 狄昂·華薇克

### 摇滚类
最佳摇滚表演
- 《Radioactive》 – 謎幻樂團
- 《Always Alright》 – 阿拉巴馬雪克樂團（英语：Alabama Shakes）
- 《The Stars (Are Out Tonight)》 – 大卫·鲍伊
- 《Kashmir (Live)》 – 齐柏林飞船
- 《My God Is the Sun》 – 石器時代女王
- 《I'm Shakin'》 – 傑克·懷特

最佳金属乐表演
- 《God Is Dead?》 – 黑色安息日
- 《T.N.T.》 – 炭疽乐队
- 《The Enemy Inside》 – 夢劇院
- 《In Due Time》 – 終極殺戮樂團
- 《Room 24》 – Volbeat（英语：Volbeat） feat. King Diamond（英语：King Diamond）

最佳摇滚歌曲
- 《Cut Me Some Slack》
  - 词曲作者：戴夫·格羅爾、保罗·麦卡特尼、克里斯特·諾弗賽立克 & 帕特·斯密尔（英语：Pat Smear）（保罗·麦卡特尼、戴夫·格羅爾、克里斯特·諾弗賽立克、帕特·斯密尔演唱）
- 《Ain't Messin 'Round》
  - 词曲作者：小加里·克拉克（小加里·克拉克（英语：Gary Clark Jr.）演唱）
- 《Doom and Gloom》
  - 词曲作者：米克·贾格尔 & 基思·理查兹（滚石乐队演唱）
- 《God Is Dead?》
  - 词曲作者：吉泽·巴特勒（英语：Geezer Butler）, 東尼·艾歐密 & 奥齐·奥斯本（黑色安息日演唱）
- 《Panic Station》
  - 词曲作者：马修·贝勒米（缪斯乐队演唱）

最佳摇滚专辑
- 《Celebration Day》 – 齐柏林飞船
- 《13》 – 黑色安息日
- 《The Next Day》 – 大卫·鲍伊
- 《Mechanical Bull》 – 里昂王族
- 《...Like Clockwork》 – 石器時代女王
- 《Psychedelic Pill》 – 尼爾·楊与疯马乐队（英语：Crazy Horse (band)）

### 另类音乐类
最佳另类音乐专辑
- 《Modern Vampires of the City》 – 吸血鬼週末
- 《The Worse Things Get, The Harder I Fight, The Harder I Fight, The More I Love You》 – 妮科·凯斯（英语：Neko Case）
- 《Trouble Will Find Me》 – 國民樂團
- 《Hesitation Marks》 – 九寸釘樂團
- 《Lonerism》 – Tame Impala（英语：Tame Impala）

### 节奏布鲁斯类
最佳节奏布鲁斯表演
- 《Something》 – Snarky Puppy与莱拉·海瑟薇（英语：Lalah Hathaway）
- 《Love and War》 – 泰瑪·布蕾斯頓（英语：Tamar Braxton）
- 《Best of Me》 – 安東尼·漢彌頓（英语：Anthony Hamilton (musician)）
- 《Nakamarra》 – Hiatus Kaiyote feat. Q-Tip（英语：Q-Tip (musician)）
- 《How Many Drinks?》 – 米格尔（英语：Miguel (singer)） feat. 肯德里克·拉马尔

最佳传统节奏布鲁斯表演
- 《Please Come Home》 – 小加里·克拉克（英语：Gary Clark, Jr.）
- 《Get It Right》 – 范特西·波里诺（英语：Fantasia Barrino）
- 《Quiet Fire》 – 梅莎·里克（英语：Maysa Leak）
- 《Hey Laura》 – 格里哥利·波特（英语：Gregory Porter）
- 《Yesterday》 – 莱恩·肖（英语：Ryan Shaw）

最佳节奏布鲁斯歌曲
- 《Pusher Love Girl》
  - 词曲作者：James Fauntleroy, Jerome Harmon, 蒂莫西·莫斯利 & 贾斯汀·汀布莱克（贾斯汀·汀布莱克演唱）
- 《Best of Me》
  - 词曲作者：安東尼·漢彌頓 & Jairus Mozee（安東尼·漢彌頓（英语：Anthony Hamilton (musician)）演唱）
- 《Love and War》
  - 词曲作者：泰瑪·布蕾斯頓, Darhyl Camper, Jr., LaShawn Daniels & Makeba Riddick（泰瑪·布蕾斯頓（英语：Tamar Braxton）演唱）
- 《Only One》
  - 词曲作者：PJ摩爾頓（PJ摩爾頓（英语：PJ Morton） feat. 史提夫·汪达）
- 《Without Me》
  - 词曲作者：范特西·波里诺, 蜜西·艾莉特, Al Sherrod Lambert, Harmony Samuels & Kyle Stewart（范特西·波里诺（英语：Fantasia Barrino） feat. 凯莉·罗兰 & 蜜西·艾莉特演唱）

最佳当代都市乐专辑
- 《Unapologetic》 – 蕾哈娜
- 《Love and War》 – 泰瑪·布蕾斯頓（英语：Tamar Braxton）
- 《Side Effects of You》 –  范特西·波里诺（英语：Fantasia Barrino）
- 《One: In the Chamber》 – Salaam Remi
- 《New York: A Love Story》 – 马克·瓦尔德斯

最佳节奏布鲁斯专辑
- 《烈火琴韻》 –  艾莉西亚·凯斯
- 《R&B Divas》 – 菲絲·依凡絲（英语：Faith Evans）
- 《Love in the Future》 – 約翰傳奇
- 《Better》 – 克莉賽特·米雪（英语：Chrisette Michele）
- 《Three Kings》 – TGT（英语：TGT (group)）

### 饶舌类
最佳饶舌表演
- 《Thrift Shop》 – 麦可莫 & 莱恩·路易斯 feat. Wanz（英语：Wanz）
- 《Started from the Bottom》 – 德雷克
- 《Berzerk》 – Eminem
- 《Tom Ford》 – Jay Z
- 《Swimming Pools (Drank)》 – 肯德里克·拉马尔

最佳饶舌/演唱合作
- 《Holy Grail》 – Jay Z feat. 贾斯汀·汀布莱克
- 《Power Trip》 – 傑寇 feat. 米格尔（英语：Miguel (singer)）
- 《Part II (On the Run)》 – Jay Z feat. 碧昂絲·諾利斯
- 《Now or Never》 – 肯德里克·拉马尔 feat. 瑪麗·布萊姬
- 《Remember You》 – 維茲·卡利法 feat. The Weeknd

最佳饶舌歌曲
- 《Thrift Shop》
  - 词曲作者：Ben Haggerty & 莱恩·路易斯（麦可莫 & 莱恩·路易斯 feat. Wanz（英语：Wanz））
- 《F***in' Problems》
  - 词曲作者：Tauheed Epps, Aubrey Graham, 肯德里克·拉马尔, Rakim Mayers & Noah Shebib（ASAP Rocky feat. 德雷克, 2 Chainz & 肯德里克·拉马尔）
- 《Holy Grail》 
  - 词曲作者：萧恩·卡特, 特琉斯·纳什, J. Harmon, 蒂莫西·莫斯利, 贾斯汀·汀布莱克 & Ernest Wilson（词曲作者：科特·柯本, 戴夫·格羅爾 & 克里斯特·诺沃塞利克）（Jay Z feat. 贾斯汀·汀布莱克演唱）
- 《New Slaves》
  - 词曲作者：克里斯托弗·布里奥斯, Ben Bronfman, Mike Dean, Louis Johnson, Malik Jones, Elon Rutberg, Sakiya Sandifer, Che Smith, 肯伊·威斯特 & Cydell Young（词曲作者：Anna Adamis & Gabor Presser）（肯伊·威斯特演唱）
- 《Started from the Bottom》
  - 词曲作者：W. Coleman, 奥布瑞·格瑞汉 & Noah Shebib（词曲作者：Bruno Sanfilippo）（德雷克演唱）

最佳饶舌专辑
- 《The Heist》 – 麦可莫 & 莱恩·路易斯
- 《Nothing Was the Same》 – 德雷克
- 《Magna Carta... Holy Grail》 – Jay Z
- 《Good Kid, M.A.A.D City》 – 肯德里克·拉马尔
- 《伊穌基督》 – 肯伊·威斯特

### 乡村类
最佳乡村歌手
- 《Wagon Wheel》 – 戴利斯·路克（英语：Darius Rucker）
- 《I Drive Your Truck》 – 李·布莱斯（英语：Lee Brice）
- 《I Want Crazy》 – 亨特·海耶斯
- 《Mama's Broken Heart》 – 米兰达·兰伯特
- 《Mine Would Be You》 – 布雷克·谢尔顿

最佳乡村组合/团体
- 《From This Valley》 – 聖戰樂團（英语：The Civil Wars）
- 《Don't Rush》 – 凱莉·克萊森 feat. 明斯·吉爾（英语：Vince Gill）
- 《Your Side of the Bed》 – Little Big Town（英语：Little Big Town）
- 《Highway Don't Care》 – 提姆·麥克羅, 泰勒絲 & 凱斯·厄本
- 《You Can't Make Old Friends》 – 肯尼·羅傑斯（英语：Kenny Rogers）与桃莉·巴頓

最佳乡村歌曲
- 《旋转木马》
  - 词曲作者：Shane McAnally, 凯茜·马斯格雷夫斯 & Josh Osborne（凯茜·马斯格雷夫斯演唱）
- 《Begin Again》
  - 词曲作者：泰勒絲（泰勒絲演唱）
- 《I Drive Your Truck》
  - 词曲作者：Jessi Alexander, Connie Harrington & Jimmy Yeary（李·布莱斯（英语：Lee Brice）演唱）
- 《Mama's Broken Heart》
  - 词曲作者：Brandy Clark, Shane McAnally & 凯茜·马斯格雷夫斯（米兰达·兰伯特演唱）
- 《Mine Would Be You》
  - 词曲作者：Jessi Alexander, Connie Harrington & Deric Ruttan（布雷克·谢尔顿演唱）

最佳乡村专辑
- 《Same Trailer Different Park》 – 凯茜·马斯格雷夫斯
- 《Night Train》 – 杰森·阿尔丁
- 《Two Lanes of Freedom》 – 提姆·麥克羅
- 《Based on a True Story...》 – 布雷克·谢尔顿
- 《Red》 – 泰勒絲

### 新世纪音乐类
最佳新世纪音乐专辑
- 《Love's River》 – Laura Sullivan
- 《Lux》 – 布萊恩·伊諾
- 《Illumination》 – 彼得·凯特（英语：Peter Kater）
- 《Final Call》 – 喜多郎
- 《Awakening The Fire》 – R. Carlos Nakai & Will Clipman

### 爵士类
最佳爵士即兴独奏
- 《Orbits》
  - 韋恩·蕭特（英语：Wayne Shorter）演奏
- 《Don't Run》
  - 泰倫斯·布蘭查德（英语：Terence Blanchard）演奏
- 《Song For Maura》
  - 帕奎多·德里维拉（英语：Paquito D'Rivera）演奏
- 《Song Without Words #4: Duet》
  - 佛萊德·赫許（英语：Fred Hersch）演奏
- 《Stadium Jazz》
  - 唐尼·麥卡斯林（英语：Donny McCaslin）演奏

最佳爵士演唱专辑
- 《Liquid Spirit》 – 格里哥利‧波特（英语：Gregory Porter）
- 《The World According To Andy Bey》 – 安迪·贝（英语：Andy Bey）
- 《Attachments》 – 洛林·费泽尔（英语：Lorraine Feather）
- 《WomanChild》 – Cécile McLorin Salvant
- 《After Blue》 – 提兒妮·莎頓（英语：Tierney Sutton）

最佳爵士演奏专辑
- 《Money Jungle: Provocative In Blue》 – Terri Lyne Carrington（英语：Terri Lyne Carrington）
- 《Guided Tour》 – 新蓋瑞·柏頓四重奏（The New Gary Burton Quartet）
- 《Life Forum》 – 傑洛·克雷頓（英语：Gerald Clayton）
- 《Pushing the World Away》 – 肯尼·加勒特（英语：Kenny Garrett）
- 《Out Here》 – 克里斯汀·麥克布萊三重奏（英语：Christian McBride）

最佳爵士大乐队专辑
- 《Night In Calisia》 – 藍迪·布雷克（英语：Randy Brecker）, Włodek Pawlik Trio & Kalisz Philharmonic
- 《Brooklyn Babylon》 – Darcy James Argue's Secret Society（英语：Darcy James Argue#Secret Society）
- 《Wild Beauty》 – 布魯塞爾爵士大樂團 feat. 乔·洛瓦诺
- 《March Sublime》 – 艾倫·弗柏（Alan Ferber）
- 《Intrada》 – Dave Slonaker Big Band

最佳拉丁爵士专辑
- 《Song For Maura》 – 帕奎多·德里维拉（英语：Paquito D'Rivera）与Trio Corrente
- 《La Noche Más Larga》 – Buika（英语：Concha Buika）
- 《Yo》 – 羅伯特·豐塞卡（英语：Roberto Fonseca）
- 《Egg_n》 – 奥玛·索萨（英语：Omar Sosa）
- 《Latin Jazz-Jazz Latin》 – Wayne Wallace Latin Jazz Quintet

### 福音／当代基督教音乐类
最佳福音／当代基督教音乐表演
- 《Break Every Chain (Live)》 – Tasha Cobbs
- 《Hurricane》 – 娜塔莉·格兰特
- 《Lord, I Need You》 – 马特·马赫（英语：Matt Maher）
- 《Overcomer》 – 曼迪莎（英语：Mandisa）
- 《If He Did It Before... Same God (Live)》 – Tye Tribbett

最佳福音歌曲
- 《If He Did It Before... Same God (Live)》
  - 词曲作者：Tye Tribbett（Tye Tribbett演唱）
- 《Deitrick Haddon》 
  - 词曲作者：Calvin Frazier & 迪崔·哈登（迪崔·哈登（英语：Deitrick Haddon）演唱）
- 《If I Believe》
  - 词曲作者：Wirlie Morris, Michael Paran, 查理·威爾森 & Mahin Wilson（Charlie Wilson（英语：Charlie Wilson (singer)）演唱）
- 《A Little More Jesus》
  - 词曲作者：Erica Campbell and Tina Campbell & Warryn Campbell（Erica Campbell演唱）
- 《Still》
  - 词曲作者：Percy Bady（Percy Bady feat. Lowell Pye演唱）

最佳当代基督教歌曲
- 《Overcomer》
  - 词曲作者：David Garcia, Ben Glover & Christopher Stevens（曼迪莎（英语：Mandisa）演唱）
- 《Hurricane》
  - 词曲作者：Matt Bronleewe, 娜塔莉·格兰特 & Cindy Morgan（娜塔莉·格兰特演唱）
- 《Love Take Me Over》
  - 词曲作者：斯蒂文·柯蒂斯·查普曼（斯蒂文·柯蒂斯·查普曼（英语：Steven Curtis Chapman）演唱）
- 《Speak Life》
  - 词曲作者：Toby McKeehan, Jamie Moore & Ryan Stevenson（托比麥克（英语：Tobymac）演唱）
- 《Whom Shall I Fear (God of Angel Armies)》
  - 词曲作者：Ed Cash, Scott Cash & 克里斯·湯姆林（克里斯·湯姆林演唱）

最佳福音专辑
- 《Greater Than (Live)》 – Tye Tribbett
- 《Grace (Live)》 – Tasha Cobbs
- 《Best For Last: 20 Year Celebration Vol. 1 (Live)》 – Donald Lawrence（英语：Donald Lawrence）
- 《Best Days Yet》 – Paul S. Morton主教（英语：Paul S. Morton）
- 《God Chaser (Live)》 – 威廉·默菲（William Murphy）

最佳当代基督教音乐专辑
- 《Overcomer》 – 曼迪莎（英语：Mandisa）
- 《We Won't Be Shaken》 – Building 429（英语：Building 429）
- 《All the People Said Amen (Live)》 – 马特·马赫（英语：Matt Maher）
- 《Your Grace Finds Me (Live)》 – 麥特·瑞德曼（英语：Matt Redman）
- 《Burning Lights》 – 克里斯·湯姆林

### 拉丁音乐类
最佳拉丁流行专辑
- 《Vida》 – 卓可·羅沙（英语：Draco Rosa）
- 《Faith, Hope y Amor》 – 法蘭奇（英语：Frankie J）
- 《Viajero Frecuente》 – 里卡多·蒙塔内尔（英语：Ricardo Montaner）
- 《Syntek》 – 阿莱克斯·西恩特克（英语：Aleks Syntek）
- 《12 Historias》 – 汤米·托雷斯（英语：Tommy Torres）

最佳拉丁摇滚/都市/另类专辑
- 《Treinta Días》 – La Santa Cecilia（英语：La Santa Cecilia）
- 《El Objeto Antes Llamado Disco》 – 卡夫塔古巴（英语：Café Tacuba）
- 《Ojo Por Ojo》 – El Tri（英语：El Tri）
- 《Chances》 – Illya Kuryaki and the Valderramas（英语：Illya Kuryaki and the Valderramas）
- 《Repeat After Me》 – Los Amigos Invisibles

最佳墨西哥乐/徳亚诺专辑
- 《A Mi Manera》 – Mariachi Divas De Cindy Shea
- 《El Free》 – Banda Los Recoditos（英语：Banda Los Recoditos）
- 《En Peligro De Extinción》 – Intocable（英语：Intocable）
- 《Romeo y Su Nieta》 – Paquita la del Barrio（英语：Paquita la del Barrio）
- 《13 Celebrando El 13》 – Joan Sebastian（英语：Joan Sebastian）

最佳热带拉丁乐专辑
- 《Pacific Mambo Orchestra》 – Pacific Mambo Orchestra
- 《3.0》 – 馬克·安東尼
- 《Como Te Voy A Olvidar》 – Los Angeles Azules
- 《Sergio George Presents Salsa Giants》 – 群星
- 《Corazón Profundo》 – Carlos Vives（英语：Carlos Vives）

### 美国民间音乐类
最佳美国民间音乐歌曲
- 《Love Has Come For You》
  - 词曲作者：伊迪·布凱爾 & 史提夫·馬丁（史提夫·馬丁 & 伊迪·布凱爾（英语：Edie Brickell）演唱）
- 《Build Me Up From Bones》
  - 词曲作者：Sarah Jarosz（Sarah Jarosz演唱）
- 《Invisible》
  - 词曲作者：史提夫·厄爾（史提夫·厄爾（英语：Steve Earle） & The Dukes (& Duchesses)演唱）
- 《Keep Your Dirty Lights On》
  - 词曲作者：提姆·奧布萊恩 & 达雷尔·斯科特（提姆·奧布萊恩（英语：Tim O'Brien (musician)）與达雷尔·斯科特（英语：Darrell Scott）演唱）
- 《Shrimp Po-Boy, Dressed》
  - 词曲作者：艾伦·图森特（艾伦·图森特（英语：Allen Toussaint）演唱）

最佳美洲音乐专辑
- 《Old Yellow Moon》 – 爱美萝·哈里斯 & 罗德尼·克罗威尔（英语：Rodney Crowell）
- 《Love Has Come For You》 – 史提夫·馬丁 & 伊迪·布凱爾（英语：Edie Brickell）
- 《Buddy And Jim》 – 巴迪·米勒（英语：Buddy Miller）与吉姆·劳德代尔（英语：Jim Lauderdale）
- 《One True Vine》 – Mavis Staples
- 《Songbook》 – 艾伦·图森特（英语：Allen Toussaint）

最佳蓝草专辑
- 《The Streets Of Baltimore》 - Del McCoury Band
- 《It's Just A Road》 - The Boxcars
- 《Brothers Of The Highway》 - Dailey & Vincent
- 《This World Oft Can Be》 - Della Mae
- 《Three Chords And The Truth》 - James King

最佳布鲁斯专辑
- 《Get Up!》 - 本·哈珀（英语：Ben Harper）与查理·莫索怀特（英语：Charlie Musselwhite）
- 《Remembering Little Walter》 - 比利·宝恩·阿诺德（英语：Billy Boy Arnold）, 查理·莫索怀特（英语：Charlie Musselwhite）, Mark Hummel（英语：Mark Hummel）, Sugar Ray Norcia（英语：Sugar Ray Norcia） & James Harman（英语：James Harman）
- 《Cotton Mouth Man》 - 詹姆斯·柯頓（英语：James Cotton）
- 《Seesaw》 - 贝丝·哈特（英语：Beth Hart）与Joe Bonamassa（英语：Joe Bonamassa）
- 《Down In Louisiana》 - 博比·拉什（英语：Bobby Rush (musician)）

最佳民俗音乐专辑
- 《My Favorite Picture Of You》 - Guy Clark（英语：Guy Clark）
- 《Sweetheart Of The Sun》 - The Greencards（英语：The Greencards）
- 《Build Me Up From Bones》 - Sarah Jarosz
- 《The Ash & Clay》 - The Milk Carton Kids（英语：The Milk Carton Kids）
- 《They All Played For Us: Arhoolie Records 50th Anniversary Celebration》 - 群星；（制作人：Chris Strachwitz）

最佳地区音乐专辑
- 《Dockside Sessions》 - Terrance Simien & The Zydeco Experience
- 《The Life & Times Of...The Hot 8 Brass Band》 - Hot 8 Brass Band
- 《Hula Ku'i》 - Kahulanui
- 《Le Fou》 - Zachary Richard
- 《Apache Blessing & Crown Dance Songs》 - Joe Tohonnie Jr.

### 雷鬼类
最佳雷鬼专辑
- 《Ziggy Marley In Concert》 – Ziggy Marley（英语：Ziggy Marley）
- 《One Love, One Life》 – Beres Hammond（英语：Beres Hammond）
- 《The Messiah》 – Sizzla（英语：Sizzla）
- 《Reggae Connection》 – Sly & Robbie And The Jam Masters
- 《Reincarnated》 – Snoop Lion

### 世界音乐类
最佳世界音乐专辑（投票结果出现平局）
- 《Savor Flamenco》 – 吉普賽國王合唱團
- 《Live: Singing for Peace Around The World》 – 雷村黑斧合唱团
- 《No Place for My Dream》 – 费米·库蒂（英语：Femi Kuti）
- 《The Living Room Sessions Part 2》 – 拉维·香卡

### 儿童音乐类
最佳儿童音乐专辑
- 《Throw A Penny In The Wishing Well》 – Jennifer Gasoi
- 《Blue Clouds》 – 伊丽莎白·米切尔（英语：Elizabeth Mitchell (musician)） & You Are My Flower
- 《The Mighty Sky》 – 貝絲·尼爾森·查普曼（英语：Beth Nielsen Chapman）
- 《Recess》 – 贾斯汀·罗伯斯（英语：Justin Roberts (musician)）
- 《Singing Our Way Through: Songs For The World's Bravest Kids》 – Alastair Moock（英语：Alastair Moock）与朋友

### 诵读类
最佳诵读专辑（包括诗歌、有声书和故事）
- 《America Again: Re-becoming The Greatness We Never Weren't》 – 斯蒂芬·科尔伯特
- 《Carrie and Me》 – 卡瑞·贝纳特（英语：Carol Burnett）
- 《Let's Explore Diabetes with Owls》 – 大衛·塞德里（英语：David Sedaris）
- 《Still Foolin' 'Em》 – 比利·克里斯托
- 《The Storm King》 – 皮特·西格

### 喜剧类
最佳喜剧专辑
- 《Calm Down Gurrl》 – 凯西·格里芬
- 《I'm Here to Help》 – 克雷格·费格斯
- 《A Little Unprofessional》 – Ron White（英语：Ron White）
- 《Live》 – 提格·諾塔羅
- 《That's What I'm Talkin' About》 – 鲍勃·萨盖特

### 音乐剧类
最佳音乐剧专辑
- 《Kinky Boots》
  - 首席独唱：Billy Porter & Stark Sands；制作人：Sammy James, Jr., 辛蒂·罗波, Stephen Oremus & William Wittman；词曲作者：辛蒂·罗波 （原始百老匯演出陣容）

- 《Matilda the Musical》
  - 首席独唱：Bertie Carvel, Sophia Gennusa, Oona Laurence, Bailey Ryon, Miley Shapiro & Lauren Ward；制作人：Michael Croiter, Van Dean & Chris Nightingale；词曲作者：Tim Minchin （原始百老匯演出陣容）

- 《Motown: The Musical》
  - 首席独唱：Brandon Victor Dixon & Valisia Lakae；制作人：Frank Filipetti & Ethan Popp（作曲：Robert Bateman, Al Cleveland, Georgia Dobbins, Lamont Dozier, William Garrett, 马文·盖伊, Berry Gordy, Freddie Gorman, Cornelius Grant, Brian Holland, Ivy Jo Hunter, Michael Lovesmith, Alphonzo Mizell, Freddie Perren, Deke Richards, William Stevenson, Norman Whitfield & 史提夫·汪达；作词：Nickolas Ashford, 马文·盖伊, Berry Gordy, Lula Mae Hardaway, Eddie Holland, Michael Lovesmith, Deke Richards, Smokey Robinson, Barrett Strong, Ronald White, 史提夫·汪达 & Syreeta Wright）（原始百老匯演出陣容）

### 影视音乐类
最佳影视原声歌曲专辑
- 《声音城市（英语：Sound City (film)#Soundtrack）》 – 戴夫·格罗尔 & 群星
- 《被解放的姜戈》 – 群星
- 《了不起的盖茨比》 – 群星
- 《悲惨世界》 – 群星
- 《Muscle Shoals》 – 群星

最佳影视原声配乐专辑
- 《007：大破天幕杀机》
  - 作曲：汤玛斯·纽曼
- 《逃离德黑兰》
  - 作曲：亚历山大·德斯普拉
- 《了不起的盖茨比》
  - 作曲：克雷格·阿姆斯特朗
- 《少年PI的奇幻漂流》
  - 作曲：麦可·唐纳
- 《林肯》
  - 作曲：约翰·威廉斯
- 《00:30凌晨密令》
  - 作曲：亚历山大·德斯普拉

最佳影视原声歌曲
- 《Skyfall》 （出自《007：大破天幕杀机》）
  - 词曲作者：阿黛尔·亚金斯 & Paul Epworth（愛黛兒演唱）
- 《Atlas》 （出自《饥饿游戏：星火燎原》）
  - 词曲作者：盖伊·贝里曼, 强尼·巴克兰, 威尔·钱皮恩 & 克里斯·马丁 （酷玩乐队演唱）
- 《Silver Lining (Crazy 'Bout You)》 （出自《乌云背后的幸福线》）
  - 词曲作者：Diane Warren （洁西J演唱）
- 《We Both Know》 （出自《愛情避風港》）
  - 词曲作者：蔻比·凱蕾 & 蓋文·迪克羅（英语：Gavin DeGraw） （蔻比·凱蕾 feat. 蓋文·迪克羅（英语：Gavin DeGraw）演唱）
- 《Young and Beautiful》 （出自 《了不起的盖茨比》）
  - 词曲作者：拉娜·德雷 & Rick Nowels （拉娜·德雷演唱）
- 《You've Got Time》 （出自《女子监狱》）
  - 词曲作者：蕾吉娜·史派克特（蕾吉娜·史派克特演唱）

### 作曲／编曲类
最佳器乐作曲
- 《Pensamientos For Solo Alto Saxophone And Chamber Orchestra》
  - 作曲：Clare Fischer；（The Clare Fischer Orchestra表演）
- 《Bound Away》
  - 作曲：Chuck Owen；（Chuck Owen & The Jazz Surge表演）
- 《California Pictures For String Quartet》
  - 作曲：Gordon Goodwin；（Quartet San Francisco表演）
- 《Koko On The Boulevard》
  - 作曲：Scott Healy；（Scott Healy Ensemble表演）
- 《String Quartet No. 1: Funky Diversion In Three Parts》
  - 作曲：Vince Mendoza；（Quartet San Francisco表演）

最佳器乐编曲
- 《On Green Dolphin Street》
  - 编曲：Gordon Goodwin；（Gordon Goodwin's Big Phat Band表演）
- 《Invitation》
  - 编曲：Kim Richmond；（The Kim Richmond Concert Jazz Orchestra表演）
- 《Side Hikes – A Ridge Away》
  - 编曲：Chuck Owen；（Chuck Owen & The Jazz Surge表演）
- 《Skylark》
  - 编曲：Nan Schwartz；（Amy Dickson表演）
- 《Wild Beauty》
  - 编曲：Gil Goldstein；（Brussels Jazz Orchestra Featuring Joe Lovano表演）

最佳伴唱器乐编曲
- 《Swing Low》
  - 编曲：Gil Goldstein；（鲍比·麦克菲林 & 艾斯佩蘭蕯·斯伯丁表演）
- 《La Vida Nos Espera》
  - 编曲：Nan Schwartz；（Gian Marco表演）
- 《Let's Fall In Love》
  - 编曲：Chris Walden；（Calabria Foti feat. 塞思·麦克法兰表演）
- 《The Moon's A Harsh Mistress》
  - 编曲：John Hollenbeck；（John Hollenbeck表演）
- 《What A Wonderful World》
  - 编曲：Shelly Berg；（格洛丽亚·埃斯特凡表演）

### 包装与内页类
最佳唱片包装
- 《Long Night Moon》
  - 艺术总监：Sarah Dodds & Shauna Dodds（Reckless Kelly表演）
- 《Automatic Music Can Be Fun》
  - 艺术总监：Mike Brown, Zac Decamp, Brian Grunert & Annie Stoll （Geneseo表演）
- 《Magna Carta...Holy Grail》
  - 艺术总监：Brian Roettinger（Jay Z表演）
- 《Metallica Through The Never (Music From The Motion Picture)》
  - 艺术总监：Bruce Duckworth, Sarah Moffat & David Turner（金属乐队表演）
- 《The Next Day》
  - 艺术总监：Jonathan Barnbrook（大卫·鲍伊表演）

最佳盒装或特殊限定版包装
- 《Wings Over America (Deluxe Edition)》
  - 艺术总监：Simon Earith & James Musgrave（保罗·麦卡特尼与羽翼合唱团表演）
- 《The Brussels Affair》
  - 艺术总监：Charles Dooher & Scott Sandler（滚石乐队表演）
- 《How Do You Do (Limited Edition Box Set)》
  - 艺术总监：Mayer Hawthorne（梅爾·霍桑（英语：Mayer Hawthorne）表演）
- 《The Road To Red Rocks (Special Edition)》
  - 艺术总监：Ross Stirling（保罗·麦卡特尼与羽翼合唱团表演）
- 《The Smith Tapes》
  - 艺术总监：Masaki Koike（群星表演）

最佳专辑内页
- 《Afro Blue Impressions (Remastered & Expanded)》
  - 内页设计：Neil Tesser（約翰·柯川表演）
- 《Call It Art 1964–1965》
  - 内页设计：Ben Young（New York Art Quartet表演）
- 《Electric Music for the Mind and Body》
  - 内页设计：Alec Palao（Country Joe and the Fish表演）
- 《Stravinsky: Le Sacre Du Printemps》
  - 内页设计：Jonathan Cott（Leonard Bernstein & New York Philharmonic表演）
- 《360 Sound: The Columbia Records Story》
  - 内页设计：Sean Wilentz（群星表演）
- 《Work Hard, Play Hard, Pray Hard: Hard Time, Good Time & End Time Music, 1923–1936》
  - 内页设计：Nathan Salsburg（群星表演）

### 历史类
最佳历史专辑（投票结果出现平局）
- 《Charlie Is My Darling - Ireland 1965》 - 滚石乐队
- 《The Complete Sussex And Columbia Albums》 - 比爾·威瑟斯
- 《Call It Art 1964-1965》 - New York Art Quartet
- 《Pictures Of Sound: One Thousand Years Of Educed Audio: 980–1980》 - 群星
- 《Wagner: Der Ring Des Nibelungen (Deluxe Edition)》 - 乔治·索尔蒂

### 制作类
最佳非古典專輯策劃
- 《超时空记忆》
  - 策划：Peter Franco, Mick Guzauski, Florian Lagatta & Daniel Lerner；母带工程师：Bob Ludwig（傻朋克表演）
- 《Annie Up》
  - 策划：Chuck Ainlay；母带工程师：Bob Ludwig（Pistol Annies表演）
- 《The Blue Room》
  - 策划：Helik Hadar & Leslie Ann Jones；母带工程师：Bernie Grundman（瑪黛琳·蓓荷（英语：Madeleine Peyroux）表演）
- 《The Devil Put Dinosaurs Here》
  - 策划：Paul Figueroa & Randy Staub；母带工程师：Ted Jensen（爱丽丝囚徒表演）
- 《...Like Clockwork》
  - 策划：Joe Barresi & Mark Rankin；母带工程师：Gavin Lurssen（石器时代女王表演）
- 《The Moorings》
  - 策划：Trina Shoemaker；母带工程师：Eric Conn（Andrew Duhon表演）

年度非古典制作人
- 法瑞尔·威廉姆斯
  - 《BBC》 （Jay Z）
  - 《Blurred Lines》 （罗宾·西克 feat. T.I. & 法瑞尔）
  - 《Happy》 （法瑞尔·威廉姆斯）
  - 《I Can't Describe (The Way I Feel)》 （珍妮佛·哈德森 feat. T.I.）
  - 《Nuclear》 （天命真女）
  - 《Oceans》 （Jay Z feat. 弗兰克·奥申）
  - 《Reach Out Richard》 （梅爾·霍桑（英语：Mayer Hawthorne））
  - 《The Stars Are Ours》 （梅爾·霍桑）
- Rob Cavallo（英语：Rob Cavallo）
  - 《All That Echoes》（喬許·葛洛班）
  - 《Bright Lights》（小加里·克拉克（英语：Gary Clark Jr.））
  - 《¡Dos!》 （年輕歲月）
  - 《If I Loved You》 （Delta Rae feat. 林賽·白金漢（英语：Lindsey Buckingham））
  - 《Love They Say》 （泰根與莎拉）
  - 《Things Are Changin'》 （小加里·克拉克）
  - 《¡Tré!》 （年輕歲月）
  - 《When My Train Pulls In》 （小加里·克拉克）
  - 《You've Got Time》 （蕾吉娜·史派克特）
- Dr. Luke
  - 《Bounce It》 （Juicy J feat. Wale & 崔·颂）
  - 《瘋狂女孩》 （凯莎）
  - 《Fall Down》 （will.i.am feat. 麦莉·赛勒斯）
  - 《Give It 2 U》 （罗宾·西克 feat. 肯德里克·拉马尔）
  - 《Like Nobody´s Around》 （派對男孩）
  - 《听我吼》 （凯蒂·派瑞）
  - 《Rock Me》 （一世代）
  - 《Wrecking Ball》 （麦莉·赛勒斯）
- Ariel Rechtshaid（英语：Ariel Rechtshaid）
  - 《Days Are Gone》 （Haim）
  - 《Everything Is Embarrassing》 （斯凯·费雷拉）
  - 《Lost in My Bedroom》 （斯凯·费雷拉）
  - 《Modern Vampires of the City》 （吸血鬼週末）
  - 《Reincarnated》 （Snoop Lion）
  - 《True Romance》 （Charli XCX）
  - 《You're No Good》 （超級雷射光（英语：Major Lazer） feat. Santigold, Vybz Kartel, Danielle Haim & Yasmin）
- Jeff Tweedy（英语：Jeff Tweedy）
  - 《The Invisible Way》 （Low）
  - 《One True Vine》 （Mavis Staples）
  - 《Wassaic Way》 （Sarah Lee Guthrie & Johnny Irion）

最佳非古典混音制作
- 《Summertime Sadness》 (Cedric Gervais Remix)
  - 混音：Cedric Gervais（拉娜·德雷演唱）
- 《Days Turn Into Nights》 (Andy Caldwell Remix)
  - 混音：安迪·寇威爾（狂喜樂團（英语：Delerium） feat. Michael Logen演唱）
- 《If I Lose Myself》 (Alesso Vs. OneRepublic)
  - 混音：艾利索（共和世代演唱）
- 《Locked Out of Heaven》 (Sultan + Ned Shepard Remix)
  - 混音：Sultan & Ned Shepard（英语：Sultan & Ned Shepard）（布鲁诺·马尔斯演唱）
- 《One Love/People Get Ready》 (Photek Remix)
  - 混音：Rupert Parkes（鲍勃·马利与哭泣者乐队演唱）

### 立体声制作类
最佳立体声专辑
- 《爱的签名》
  - 立体声混音工程师：Al Schmitt；立体声制作人：Tommy LiPuma （保罗·麦卡特尼）
- 《Sailing the Seas of Cheese (Deluxe Edition)》
  - 立体声混音工程师：Les Claypool & Jason Mills；立体声母带工程师：Stephen Marcussen；立体声制作人：Les Claypool & Jeff Fura（普萊瑪斯（英语：Primus (band)））
- 《Signature Sound Opus One》
  - 立体声混音工程师：Leslie Ann Jones；立体声母带工程师：Michael Romanowski；立体声制作人： Herbert Waltl（群星）
- 《Sixteen Sunsets》
  - 立体声混音工程师：Jim Anderson；立体声母带工程师：Darcy Proper；立体声制作人： Jim Anderson & Jane Ira Bloom（Jane Ira Bloom）
- 《Sprung Rhythm》
  - 立体声混音工程师：Daniel Shores；立体声母带工程师：Daniel Shores；立体声制作人：Dan Merceruio（Richard Scerbo & Inscape）

### 古典制作类
最佳古典专辑策划
- 《Winter Morning Walks》
  - 策划：David Frost, Brian Losch & Tim Martyn；母带工程师：Tim Martyn（唐·厄普蕭, 玛利亚·施奈德（英语：Maria Schneider (musician)）,澳洲室樂團（英语：Australian Chamber Orchestra） & 聖保羅室內樂團（英语：Saint Paul Chamber Orchestra））
- 《Hymn to the Virgin》
  - 策划：Morten Lindberg（Tone Bianca, Sparre Dahl, & 巴黎思康音乐学院（英语：Schola Cantorum））
- 《La Voie Triomphale》
  - 策划：Morten Lindberg（歐雷·克里斯蒂安·路德（英语：Ole Kristian Ruud） & 挪威軍乐队）
- 《Roomful of Teeth》
  - 策划：Mark Donahue & Jesse Lewis（Brad Wells & Roomful of Teeth）
- 《Vinci: Artaserse》
  - 策划：Hans-Martin Renz, Wolfgang Rixius & Ulrich Ruscher（Diego Fasolis, 菲利沛·雅洛斯基, 馬克斯·艾曼紐, Daniel Behle, Franco Fagioli（英语：Franco Fagioli）, Valer Barna-Sabadus, Yuriy Mynenko & Concerto Köln）

年度古典制作人
- 大卫·弗罗斯特（英语：David Frost (producer)）
  - 《Andres: Home Stretch》 （Timo Andres, Andrew Cyr & Metropolis Ensemble）
  - 《Angel Heart, A Music Storybook》 （Matt Haimovitz & Uccello）
  - 《Beethoven: Piano Sonatas, Vol. 2》 （Jonathan Biss）
  - 《Ben-Haim: Chamber Works》 （ARC Ensemble）
  - 《Celebrating The American Spirit》 （Judith Clurman & Essential Voices USA）
  - 《Elgar: Enigma Variations》; 《Vaughan Williams: The Wasps》; 《Greensleeves》 （Michael Stern & Kansas City Symphony）
  - 《Guilty Pleasures》（Renée Fleming, Sebastian Lang-Lessing & Philharmonia Orchestra）
  - 《Verdi: Otello》 （Riccardo Muti, Aleksandrs Antonenko, Krassimira Stoyanova, Carlo Guelfi, Chicago Symphony Chorus & Chicago Symphony Orchestra）
  - 《Winter Morning Walks》 （Dawn Upshaw, Maria Schneider, Australian Chamber Orchestra & St. Paul Chamber Orchestra）
- Manfred Eicher（英语：Manfred Eicher）
  - 《Beethoven: Diabelli-Variationen》 （András Schiff）
  - 《Canto Oscuro》 （Anna Gourari）
  - 《Pärt: Adam's Lament》 （Tõnu Kaljuste, Latvian Radio Choir, Vox Clamantis, Sinfonietta Riga, Estonian Philharmonic Chamber Choir & Tallinn Chamber Orchestra）
  - 《Tabakova: String Paths》 （Maxim Rysanov）
- Marina A. Ledin, Victor Ledin
  - 《Bizet: Symphony In C》; 《Jeux D'Enfants》; 《Variations Chromatiques》 （Martin West & San Francisco Ballet Orchestra）
  - 《Traveling Sonata – European Music For Flute & Guitar》 （Viviana Guzmán & Jérémy Jouve）
  - 《Voyages》 （Conrad Tao）
  - 《Zia》 （Del Sol String Quartet）
- James Mallinson（英语：James Mallinson）
  - 《Berlioz: Grande Messe Des Morts》 （Colin Davis, London Symphony Chorus, London Philharmonic Choir & London Symphony Orchestra）
  - 《Bloch: Symphony In C-Sharp Minor & Poems Of The Sea》 （Dalia Atlas & London Symphony Orchestra）
  - 《Fauré: Requiem'》; 《Bach: Partita, Chorales & Ciaccona》 （Nigel Short, Tenebrae & London Symphony Orchestra Chamber Ensemble）
  - 《Nielsen: Symphonies Nos. 2 & 3》 （Colin Davis & London Symphony Orchestra）
  - 《Wagner: Das Rheingold》 （Valery Gergiev, René Pape, Stephan Rügamer, Nikolai Putilin & Mariinsky Orchestra）
  - 《Wagner: Die Walküre》 （Valery Gergiev, Anja Kampe, Jonas Kaufmann, René Pape, Nina Stemme & Mariinsky Orchestra）
  - 《Weber: Der Freischütz》 （Colin Davis, Christine Brewer, Sally Matthews, Simon O'Neill, London Symphony Chorus & London Symphony Orchestra）
- Jay David Saks
  - 《Adams: Nixon In China》 （John Adams, Russell Braun, Ginger Costa-Jackson, James Maddalena, Janis Kelly, Richard Paul Fink, Robert Brubaker, Kathleen Kim, The Metropolitan Opera Chorus & Orchestra）
  - 《Adès: The Tempest》 （Thomas Adès, Audrey Luna, Isabel Leonard, Alan Oke, Simon Keenlyside, Metropolitan Opera Chorus & Orchestra）
  - 《The Enchanted Island》 （William Christie, Joyce DiDonato, David Daniels, Danielle De Niese, Luca Pisaroni, Lisette Oropesa, Plácido Domingo, Metropolitan Opera Orchestra & Chorus）
  - 《Handel: Rodelinda》 （Harry Bicket, Renée Fleming, Andreas Scholl, Joseph Kaiser, Stephanie Blythe, Iestyn Davies, Shenyang & The Metropolitan Opera Orchestra）
  - 《Live At Carnegie Hall》 （James Levine, Evgeny Kissin & The Metropolitan Opera Orchestra）
  - 《Verdi: Rigoletto》 （Michele Mariotti, Željko Lu_i_, Diana Damrau, Piotr Beczala, Oksana Volkova, Štefan Kocán, The Metropolitan Opera Orchestra & Chorus）

### 古典音乐类
最佳管弦乐演奏
- 《Sibelius: Symphonies Nos. 1 & 4》
  - Osmo Vänskä（指挥）, 明尼苏达交响乐团
- 《Atterberg: Orchestral Works Vol. 1》
  - Neeme Järvi（指挥）, 哥德堡交响乐团
- 《Lutoslawski: Symphony No. 1》
  - Esa-Pekka Salonen（指挥）, 洛杉矶爱乐乐团
- 《Schumann: Symphony No. 2; Overtures Manfred & Genoveva》
  - Claudio Abbado（指挥）, 博洛尼亚莫扎特交响乐团（英语：Orchestra Mozart）
- 《Stravinsky: Le Sacre du Printemps》
  - Simon Rattle（指挥）, 柏林爱乐乐团

最佳歌剧唱片
- 《Adès: The Tempest》
  - Thomas Adès（指挥）；Simon Keenlyside, Isabel Leonard, Audrey Luna, Alan Oke（独唱）；Luisa Bricetti & Victoria Warivonchick（制作人）
- 《Britten: The Rape of Lucretia》
  - 奧利佛·克努森（指挥）；Ian Bostridge, Peter Coleman-Wright, Susan Gritton, Angelika Kirchschlager（独唱）；John Fraser（制作人）
- 《Kleiberg: David and Bathsheba》
  - Tönu Kaljuste（指挥）；Anna Eimarsson and Johannes Weisser（独唱）；Morten Lindberg（制作人）
- 《Vinci: Artaserse》
  - Diego Fasolis（指挥）；Valer Barna-Sabadus, Daniel Behle, Max Emanuel Cenčić, Franco Fagioli, Philippe Jaroussky（独唱）；Ulrich Russcher（制作人）
- 《Wager: 尼伯龙根的指环》
  - 克里斯蒂安·蒂勒曼（指挥）；Katarina Dalayman, Albert Dohmen, Stephen Gould, Eric Halfvarson, Linda Watson（独唱）；Ohmar Eichinger（制作人）

最佳合唱团演出
- 《Pärt: Adam's Lament》
  - Tõnu Kaljuste（指挥）（与Tui Hirv & Rainer Vilu; 爱沙尼亚爱乐室内合唱团; Sinfonietta Riga & 塔林室內樂團（英语：Tallinn Chamber Orchestra）; Latvian Radio Choir & Vox Clamantis）
- 《Berlioz: Grande Messe de Morts》
  - 科林·戴维斯（指挥）（与Barry Banks, 伦敦交响乐团, 伦敦爱乐合唱团（英语：London Philharmonic Choir）, 伦敦交响合唱团（英语：London Symphony Chorus））
- 《Parry: Works for Chorus & Orchestra》
  - Neeme Järvi（指挥）；Adrian Partington（合唱團指揮）（与Amanda Roocroft, 威尔士BBC国家管弦乐团和威尔士BBC国家合唱团）
- 《Whitbourn: Annelies》
  - James Jordan（指挥）（与爱丽安娜·朱克曼（英语：Arianna Zukerman）, 林肯三重奏（英语：The Lincoln Trio）与西敏寺威廉森合唱團（英语：Williamson Voices））
- 《Palestrina: Volume 3》
  - Harry Christophers（指挥）（与The Sixteen）

最佳小团体表演
- 《Roomful of Teeth》
  - Brad Wells & Roomful of Teeth
- 《Beethoven: Violin Sonatas》
  - 列奧尼達斯·卡瓦科斯 & 恩里克·佩斯（英语：Enrico Pace）
- 《Cage: The 10,000 Things》
  - 薇琪‧雷（英语：Vicki Ray）, William Winant（英语：William Winant）, Aron Kallay & Tom Peters
- 《Duo》
  - 埃萊娜·格里莫 & 秀尔·嘉碧妲（英语：Sol Gabetta）
- 《Times Go By Turns》
  - 紐約複音之聲（英语：New York Polyphony）

最佳古典器乐独奏艺人
- 《Corigliano: Conjurer – Concerto for Percussionist & String Orchestra》
  - 依芙琳·葛蘭妮（独奏）, 大衛‧艾倫‧米勒（英语：David Alan Miller）（指挥）
- 《Bartók, Eötvös & Ligeti》
  - 帕特里恰·科帕钦斯卡亚（独奏），彼得·艾特沃許（英语：Peter Eötvös）（指挥）
- 《The Edge of Light》
  - Gloria Cheng（英语：Gloria Cheng）
- 《Lindberg: Piano Concerto No. 2》
  - 叶菲姆·布朗夫曼（独奏），阿伦·基尔伯特（指挥）
- 《Salonen: Violin Concerto; Nyx》
  - 莱拉·约瑟芙维茨（英语：Leila Josefowicz）（独奏），埃薩-佩卡·薩洛寧（指挥）
- 《Schubert: Piano Sonatas D. 845 & D. 960》
  - 玛利亚·若昂·皮雷斯

最佳古典声乐独唱艺人
- 《Winter Morning Walks》 - Dawn Upshaw
- 《Drama Queens》 - 乔伊斯·迪多纳托（英语：Joyce DiDonato）
- 《Mission》 - 切奇莉亚·巴托莉
- 《Schubert: Winterreise》 - 克里斯托弗·普列格第安（英语：Christoph Prégardien）
- 《Wagner》 - 乔纳斯·考夫曼（英语：Jonas Kaufmann）

最佳古典简编
- 《Hindemith: Violinkonzert; Symphonic Metamorphosis; Konzertmusik》
  - 克里斯托弗·埃申巴赫（指挥）
- 《Holmboe: Concerto》
  - Dima Slobodeniouk（指挥），Preben Iwan（制作人）
- 《Tabakova: String Paths》
  - Maxim Rysanov（指挥），Manfred Eicher（制作人）

最佳当代古典乐作曲
- 《Winter Morning Walks》
  - 玛利亚·施奈德（英语：Maria Schneider (musician)）
- 《Piano Concerto No. 2》
  - Morten Lindberg（英语：Morten Lindberg）
- 《Adam's Lament》
  - 阿福·佩爾特
- 《Violin Concerto》
  - 埃薩-佩卡·薩洛寧
- 《Partita for 8 Voices》
  - Caroline Shaw

### 音乐录影带类
最佳音乐录影带
- 《Suit & Tie》 – 贾斯汀·汀布莱克 feat. Jay Z
  - 影片导演：大卫·芬奇；影片制作人：Timory King
- 《Safe and Sound》 – Capital Cities
  - 影片导演：Grady Hall；影片制作人：Buddy Enright
- 《Picasso Baby: A Performance Art Film》 – Jay Z
  - 影片导演：Mark Romanek；影片制作人：Shawn Carter & Aristides McGarry
- 《Can't Hold Us》 – 麦可莫 & 莱恩·路易斯 feat. Ray Dalton
  - 影片导演：Jon Jon Augustavo, Jason Koenig & 莱恩·路易斯；影片制作人：Tricia Davis, Honna Kimmerer & Jenny Koenig
- 《I'm Shakin'》 – 傑克·懷特
  - 影片导演：Dori Oskowitz；影片制作人：Raquel Costello

最佳音乐电影
- 《Live Kisses》 – 保罗·麦卡特尼
  - 影片导演：Jonas Akerlund；影片制作人：Violaine Etienne, Aron Levine & Scott Rodger
- 《Live 2012》 – 酷玩樂團
  - 影片导演：Paul Dugdale；影片制作人：Jim Parsons
- 《¡Cuatro!》 – 绿日乐队
  - 影片导演：Tim Wheeler；影片制作人：Tim Lynch
- 《I'm in I'm out and I'm Gone: The Making of Get Up!》 – 本·哈珀（英语：Ben Harper）与查理·莫索懷特（英语：Charlie Musselwhite）
  - 影片导演：Danny Clinch；影片制作人：Ben Harper
- 《The Road to Red Rocks》 – 蒙福之子樂團
  - 影片导演：Nicolas Jack Davies & Frederick Scott；影片制作人：Dan Bowen

## 特别奖
MusiCares年度人物
- 卡洛尔·金

终身成就奖
- 披頭四樂隊
- 克里夫頓·謝尼艾（英语：Clifton Chenier）
- 艾斯禮兄弟合唱團
- 發電廠樂團
- 克里斯·克里斯托佛森
- 阿曼多·曼赞尔罗
- 莫德·鲍威尔（英语：Maud Powell）

理事奖
- Rick Hall（英语：Rick Hall）
- Jim Marshall（英语：Jim Marshall (broadcasting executive)）
- 恩尼奥·莫里科内

## 获得多项提名及奖项的艺人
获得多项提名：
- 9项：Jay Z
- 7项：肯德里克·拉马尔、麦可莫与莱恩·路易斯、贾斯汀·汀布莱克、法瑞尔·威廉姆斯
- 5项：德雷克
- 4项：傻朋克、蘿兒、布鲁诺·马尔斯、凯茜·马斯格雷夫斯、泰勒·斯威夫特
- 3项：黑色安息日、泰瑪·布蕾斯頓（英语：Tamar Braxton）、罗宾·西克、Tye Tribbett
- 2项：莎拉·芭瑞黎丝、大卫·鲍伊、伊迪·布凯尔（英语：Edie Brickell）、小加里·克拉克（英语：Gary Clark Jr.）、拉娜·德雷、娜塔莉·格兰特、卡尔文·哈里斯、Imagine Dragons、Sarah Jarosz、玛丽·兰伯特（英语：Mary Lambert）、齐柏林飞船、史提夫·馬丁、保罗·麦卡特尼、提姆·麥克羅、石器时代女王、凯蒂·派瑞、Pink、蕾哈娜、奈特·瑞斯、布雷克·谢尔顿、红发艾德、T.I.、艾伦·图森特（英语：Allen Toussaint）、Wanz（英语：Wanz）、肯伊·威斯特、傑克·懷特

获得多项奖项：
- 4项：麦可莫与莱恩·路易斯、法瑞尔·威廉姆斯、傻朋克
- 2项：大卫·弗罗斯特（英语：David Frost (producer)）、鲍勃·路德维希（英语：Bob Ludwig）、玛利亚·施奈德（英语：Maria Schneider (musician)）、Tye Tribbett、唐·厄普蕭、洛德、Jay Z、保罗·麦卡特尼、贾斯汀·汀布莱克